# 2018 en Colombie-Britannique
Chronologie de la Colombie-Britannique
- 2014
- 2015
- 2016
- 2017
- 2018
- 2019
- 2020
- 2021
- 2022

Cette page concerne des événements qui se sont produits durant l'année 2018 dans la province canadienne de Colombie-Britannique.

## Politique
- Premier ministre : John Horgan (NPD)
- Chef de l'Opposition : Christy Clark
- Lieutenant-gouverneur : Judith Guichon
- Législature :